# Lezioni di letteratura
Lezioni di letteratura (titolo originale: Lectures on Literature) è una raccolta di appunti e annotazioni per le lezioni tenute da Vladimir Nabokov nei suoi corsi al Wellesley College e poi alla Cornell University, tra il 1941 e il 1958. La raccolta fu pubblicata postuma in inglese nel 1980, a cura di Fredson Bowers e con un'introduzione di John Updike. Nei sette capitoli egli indaga, scava e perlustra sette capolavori della narrativa europea.

## Storia editoriale
Vladimir Nabokov, giunto negli Stati Uniti nel maggio 1940, fu dapprima lettore di letteratura comparata e poi di lingua e letteratura russa al Wellesley College dal 1941 al 1948. Dal 1948 al 1958 fu professore associato di letteratura slava all'Università Cornell, dove tenne i corsi 311-312 di letteratura, sui maestri della narrativa europea, e i corsi 325-326 di letteratura russa in traduzione inglese. Nel 1958, dopo aver abbandonato l’insegnamento, Nabokov pensò di pubblicare un libro basato sulle sue lezioni, ma si limitò solo alla revisione del volume su Gogol'. Nell'archivio di Nabokov erano conservate sia le schede che Vladimir Nabokov scriveva (o dettava alla moglie Vera) per le lezioni, sia i volumi con i testi in lingua inglese degli autori oggetto delle lezioni. Il volume Lezioni di letteratura è nato dalla raccolta delle schede e dei volumi effettuata, dopo la morte di Vladimir Nabokov, dal curatore Fredson Bowers aiutato dalla moglie di Vladimir Nabokov, Vera, e dal figlio Dmitri Nabokov

## Capitoli
- Buoni lettori e buoni scrittori (Good Readers and Good Writers)
- Jane Austen: Mansfield Park
- Charles Dickens: Casa Desolata (Bleak House)
- Gustave Flaubert: Madame Bovary
- Robert Louis Stevenson: Il Dottor Jekyll e Mister Hyde (The Strange Case of Dr. Jekyll and Mr. Hyde)
- Marcel Proust: La strada di Swann (Du côté de chez Swann)
- Franz Kafka: La metamorfosi (Die Verwandlung)
- James Joyce: Ulisse (Ulysses)
- L'arte della letteratura e il senso comune (The Art of Literature and Commonsense)
- Congedo (L'Envoi)
- Appendice (Appendix: Sample Questions on "Bleak House" and "Madame Bovary")

### Fonti critiche
- Fredson Bowers, Nota del curatore, in Vladimir Nabokov, Lezioni di letteratura, a cura di Fredson Bowers, traduzione di Ettore Capriolo, Milano, Garzanti, 1982,  pp. 21-22, ISBN 88-11-59957-1.
- Fredson Bowers, Interventi redazionali, in Vladimir Nabokov, Lezioni di letteratura, a cura di Fredson Bowers, traduzione di Ettore Capriolo, Milano, Garzanti, 1982,  pp. 22-27, ISBN 88-11-59957-1.
- John Updike, Introduzione a Lezioni di letteratura, in Vladimir Nabokov, Lezioni di letteratura, a cura di Fredson Bowers, traduzione di Ettore Capriolo, Milano, Garzanti, 1982,  pp. 7-19, ISBN 88-11-59957-1.

### Edizioni
- (EN) Vladimir Nabokov, Lectures on literature, a cura di Fredson Bowser, Introduction by John Updike, New York ; London, Harcourt Brace Jovanovich : Bruccoli Clark, 1980, ISBN 0151495971.
- Vladimir Nabokov, Lezioni di letteratura, a cura di Fredson Bowers, collana Saggi blu, traduzione di Ettore Capriolo, Introduzione di John Updike, Milano, Garzanti, 1982, ISBN 88-11-59957-1. - Collana Gli elefanti. Saggi, Garzanti, 1995, ISBN 978-88-116-7500-6.
- Vladimir Nabokov, Lezioni di letteratura, a cura di Fredson Bowers, collana Biblioteca ; 687, traduzione di Franca Pece, Introduzione di John Updike, Milano, Adelphi, 2018, ISBN 978-88-459-3292-2.